# Mévoisins
Mévoisins település Franciaországban, Eure-et-Loir megyében. Lakosainak száma 622 fő (2022. január 1.). Mévoisins Yermenonville községgel határos.

## Népesség
A település népességének változása:
| Lakosok száma | 268  | 460  | 533  | 648  | 633  | 627  | 624  | 614  | 617  | 622  |
|               | 1968 | 1982 | 1990 | 2006 | 2013 | 2015 | 2017 | 2019 | 2020 | 2022 |